# Hanguana malayana
Hanguana malayana är en enhjärtbladig växtart som först beskrevs av William Jack, och fick sitt nu gällande namn av Elmer Drew Merrill. Hanguana malayana ingår i släktet Hanguana och familjen Hanguanaceae. IUCN kategoriserar arten globalt som livskraftig. Inga underarter finns listade.

## Bildgalleri

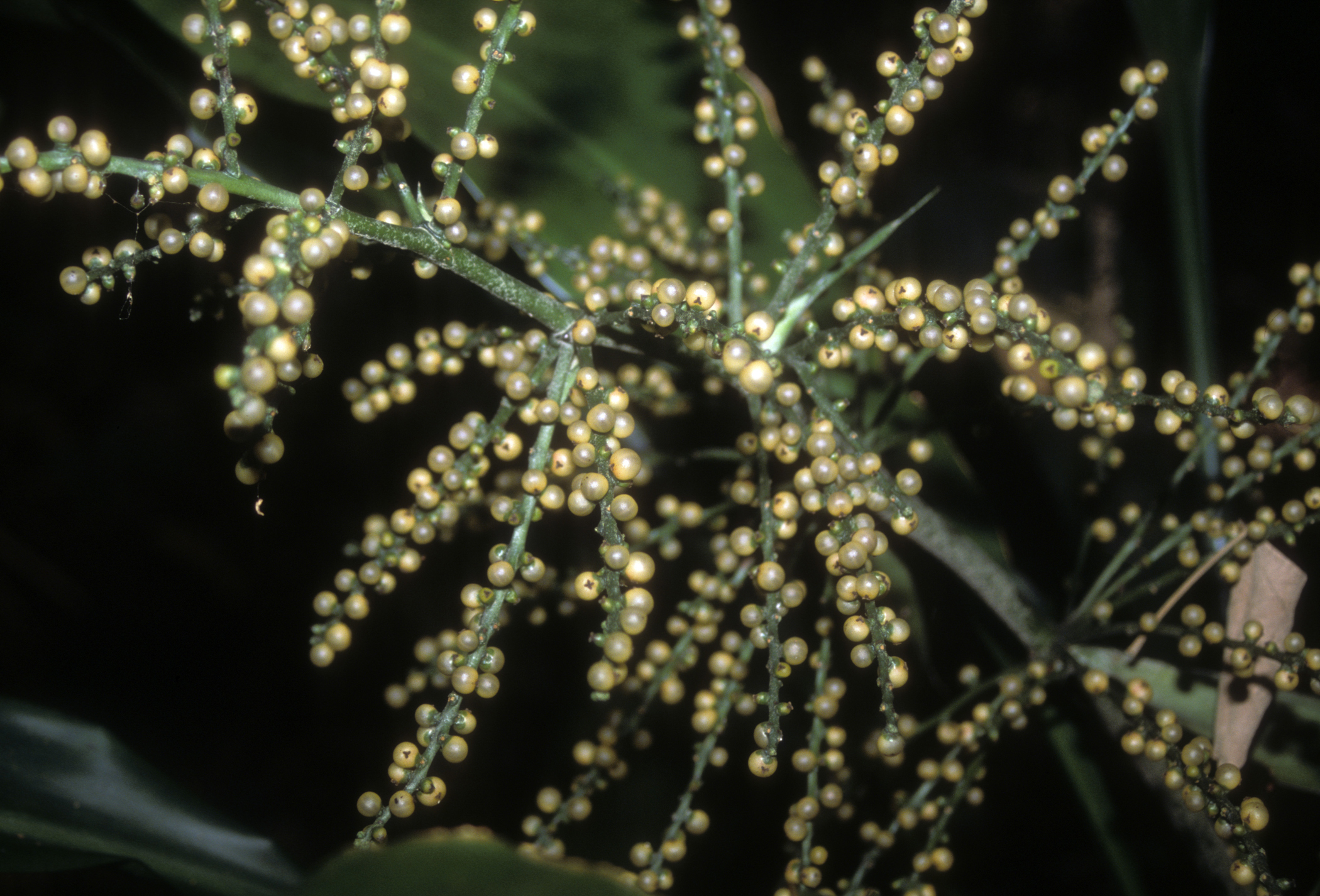